# Alumbrado público

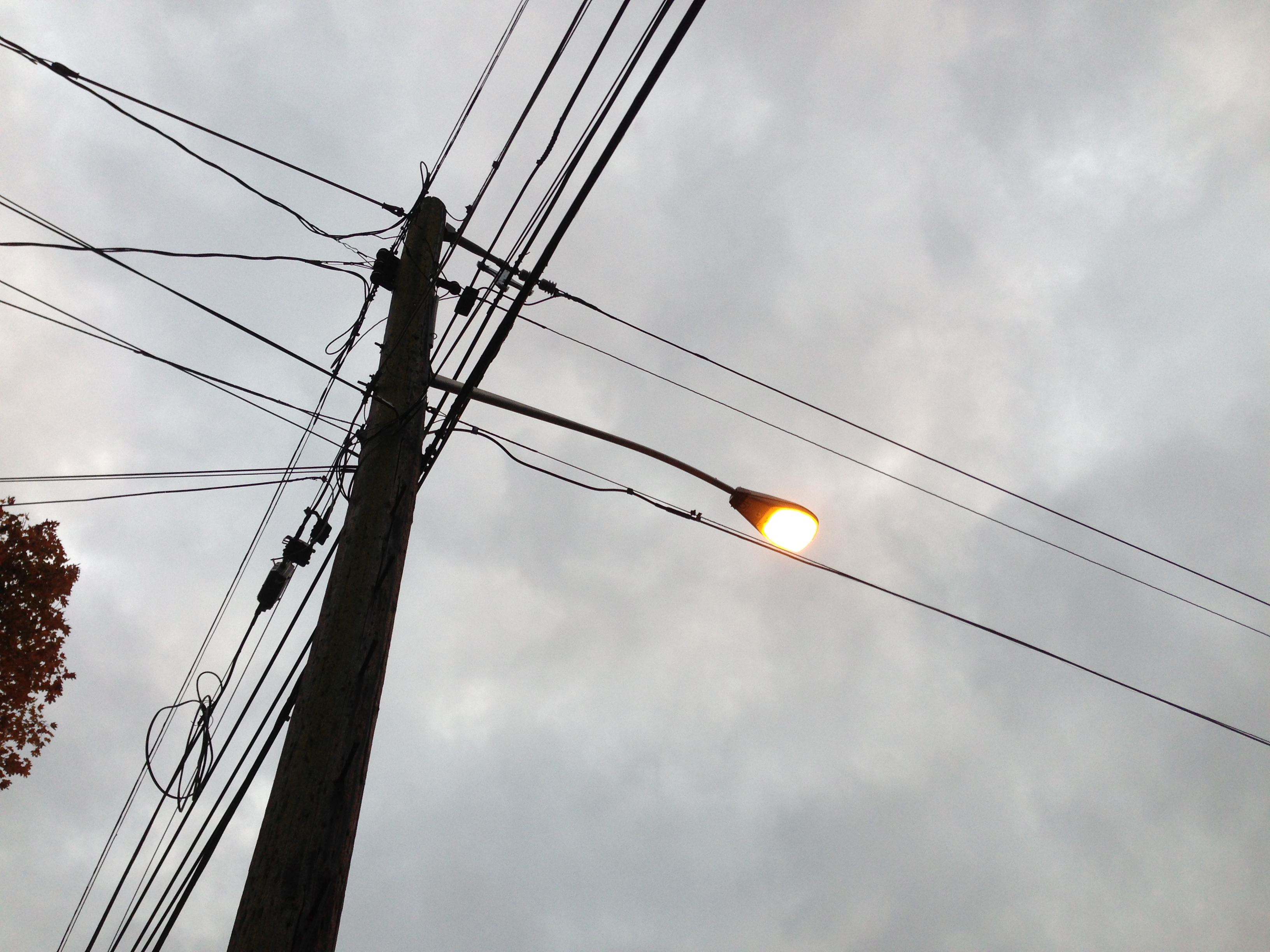
Alumbrado público encendido, farola de vapor de sodio, el más utilizado en el mundo.

El alumbrado público es el servicio público consistente en la iluminación de las vías públicas, parques públicos, y demás espacios de libre circulación que no se encuentren a cargo de ninguna persona natural o jurídica de derecho privado o público, con el objetivo de proporcionar la visibilidad adecuada para el normal desarrollo de las actividades.

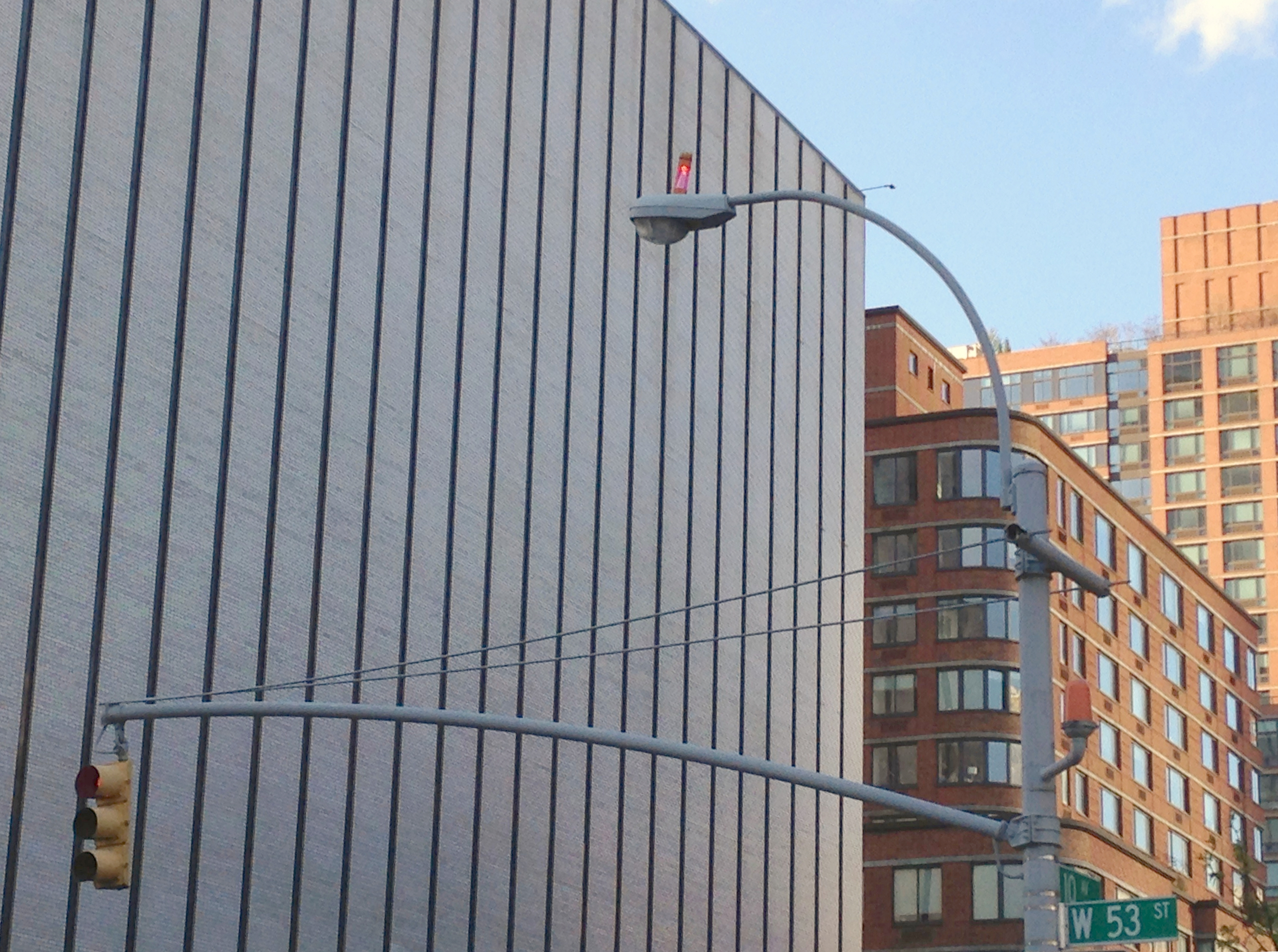
Alumbrado público apagado en la ciudad de Nueva York.

Por lo general el alumbrado público es un servicio municipal que se encarga de su instalación y mantenimiento, aunque en carreteras o infraestructuras viales importantes, esta tarea corresponde al gobierno central o regional. La mayoría de los alumbrados públicos del mundo son de lámparas de vapor de sodio, vapor de mercurio y Led.

## Historia

### Comienzo y auge

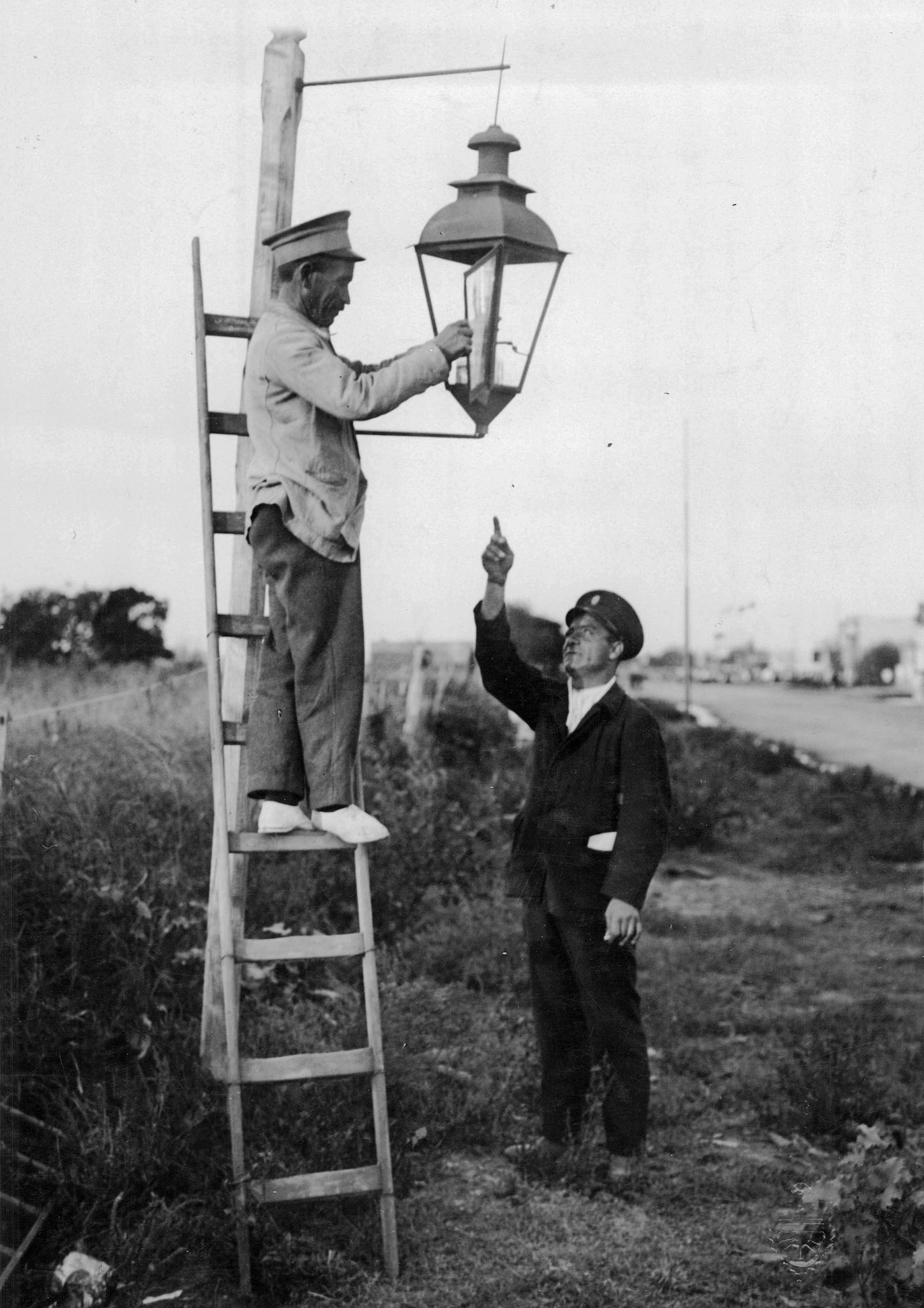
Farol de queroseno en Buenos Aires, 1931.

Tras el control del fuego por parte de los humanos, uno de sus usos fue la iluminación. Así pudo usarse mediante antorchas para iluminar algunos lugares. Como este sistema era engorroso y poco duradero, fueron apareciendo luminarias con diferentes aceites y mechas que permitían iluminar durante más tiempo y de forma más cómoda. Han sido encontradas lámparas de terracota en las planicies de Mesopotamia datadas entre el 7000 y el 8000 a. C. y otras de cobre y bronce en Egipto y Persia cercanas al 2700 a. C.
Las primeras ordenanzas sobre alumbrado público que se conocen datan del siglo XVI. En Francia, venían obligados los vecinos (1524) a colgar una luz en la puerta de sus casas y hasta 1558 no se colocaron faroles en las esquinas de las calles. En 1662, el abate Laudati Carraffe organizó un cuerpo de vigilancia nocturna encargado de encenderlos y apagarlos. En 1667, el teniente de policía Le Reynie reformó y fijó el alumbrado público. Uno de sus sucesores, Sartines, introdujo el empleo de reflectores o reverberos y en 1818 fue adoptado el gas, extendiéndose en general después a todas las ciudades importantes del mundo.
La primera utilización del alumbrado de gas para la iluminación pública fue en 1807, cuando Frederick Albert Winsor iluminó uno de los lados de la calle Pall Mall de Londres, tras mejorar el sistema que años antes había investigado el francés Philippe Lebon.
Las primeras farolas de gas requerían que un farolero recorriese las calles al atardecer para ir encendiéndolas manualmente, pero años después se empezaron a emplear dispositivos de encendido automático que prendían la llama al activarse el paso de gas. Las primeras farolas fueron fabricadas por los árabes.

### Farolas eléctricas

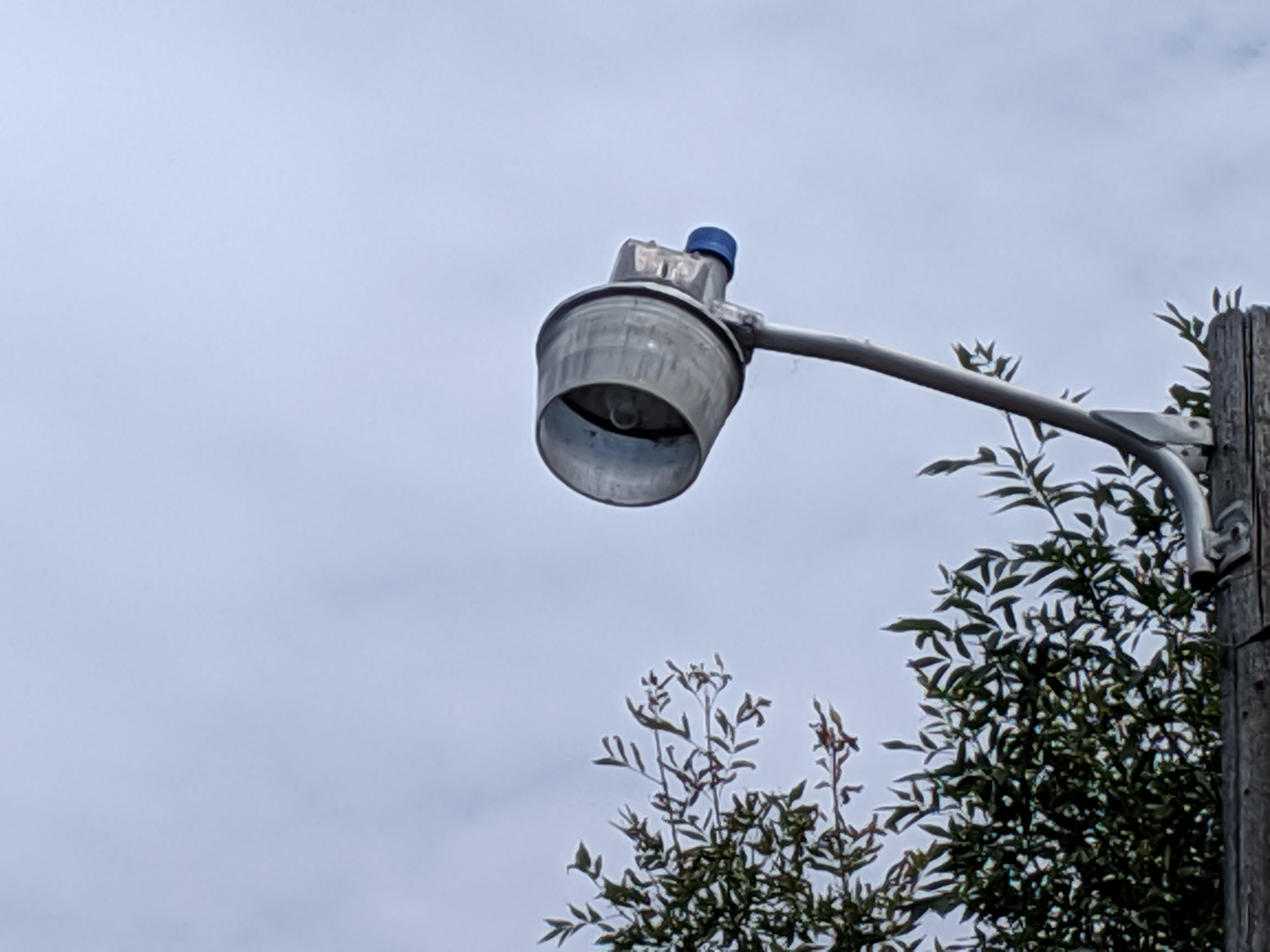
Farolas antiguas, generalmente de vapor de mercurio.

Las primeras farolas eléctricas empleadas, eran del tipo arco eléctrico, inicialmente las velas eléctricas, velas Jablochoff o velas Yablochkov desarrolladas por el ruso Pavel Yablochkov en 1875. Se trataba de lámparas de arco eléctrico con electrodos de carbón que empleaban corriente alterna, que garantizaba que los electrodos ardieran de forma regular. Las velas Yablochkov fueron usadas por primera vez para alumbrar los grandes almacenes Grand Magasins de Louvre, en París en los años 1880. Poco después fueron instaladas de forma experimental en el puente Holborn Viaduct y la calle Thames Embankment de Londres. Más de 4000 de estas lámparas estaban en uso en 1881, aunque por entonces ya se habían desarrollado mejoras en las lámparas de arco diferencial por parte de Friederich von Hefner‑Alteneck de la empresa alemana Siemens & Halske. En los Estados Unidos fue rápida la adopción del alumbrado de arco. En 1890 había instaladas alrededor de 130000.
Timișoara, en Rumania, fue la primera ciudad de la Europa continental en contar con alumbrado público por electricidad. El 12 de noviembre de 1884 instaló 731 lámparas. El mismo año en la ciudad de San José, Costa Rica empezó la electrificación nacional, convirtiéndose en la tercera ciudad en el mundo y la primera en América Latina en tener electrificación general.
José Francisco Javier Severiano Adolfo Estrada, junto al regiomontano Pedro Dionisio de la Garza Cepeda, primer mexicano con doctorado en el área de la física, logró el encendido de la primera luz de arco eléctrico en el continente americano. Esto durante un evento de caridad que se realizó en el Instituto Científico y Literario de San Luis Potosí, hoy Edificio Central de la UASLP. Era noviembre de 1877. Esta fecha cobra relevancia si se toma en cuenta que se considera a Thomas Alva Edison el inventor de la luz eléctrica debido al encendido de su bombilla incandescente el 22 de octubre de 1879, es decir, dos años después de los trabajos potosinos. También en 1877, lograron iluminar el frente y uno de los laterales del Palacio de Gobierno en la Plaza de Armas de San Luis, con lo que las calles de Jardín Hidalgo y Carranza fueron las primeras que tuvieron alumbrado eléctrico en todo América y unas de las primeras en el Mundo.
La luz de arco eléctrico tenía dos grandes inconvenientes. Emitía una luz intensa y gran desprendimiento de calor. Esto, aunque útil para zonas industriales como los astilleros, era incómodo para las calles de las ciudades. Además, requería mucho mantenimiento debido al rápido desgaste de los electrodos de carbón. A finales del siglo XIX, con el desarrollo de lámparas incandescentes baratas, brillantes y fiables, las de luz de arco quedaron en desuso para el alumbrado público, permaneciendo para usos industriales.
A principios del siglo XX, en 1905, la lámpara fluorescente se usó brevemente después de la lámpara incandescente en alumbrado público, principalmente debido a que no es una fuente puntual de luz, aun cuando son más eficientes que las lámparas incandescentes.

### Alumbrado público en España
Comillas (Cantabria) fue la primera localidad española en disponer de luz eléctrica en sus calles en 1881, como atestiguan las crónicas de la época durante el verano regio de Alfonso XII, invitado por el Marqués de Comillas, y la celebración de un Consejo de Ministros en la villa. Si bien, este alumbrado no fue público, sino que fue costeado por el Marqués de Comillas.
El primer alumbrado público, es decir, bajo la iniciativa y financiación de su ayuntamiento, fue en Jerez de la Frontera, lo que haría que fuera la primera ciudad de España en contar con iluminación pública por electricidad en sus calles. Planificado desde 1880, con una fábrica de electricidad en la calle Caracuel, en mayo de 1890 el ayuntamiento de Jerez de la Frontera colocó alumbrado eléctrico en varias calles de su centro histórico, poniendo un total de 22 farolas, que se acabaron de instalar en julio de ese mismo año. En 1893, se extendió a más calles.

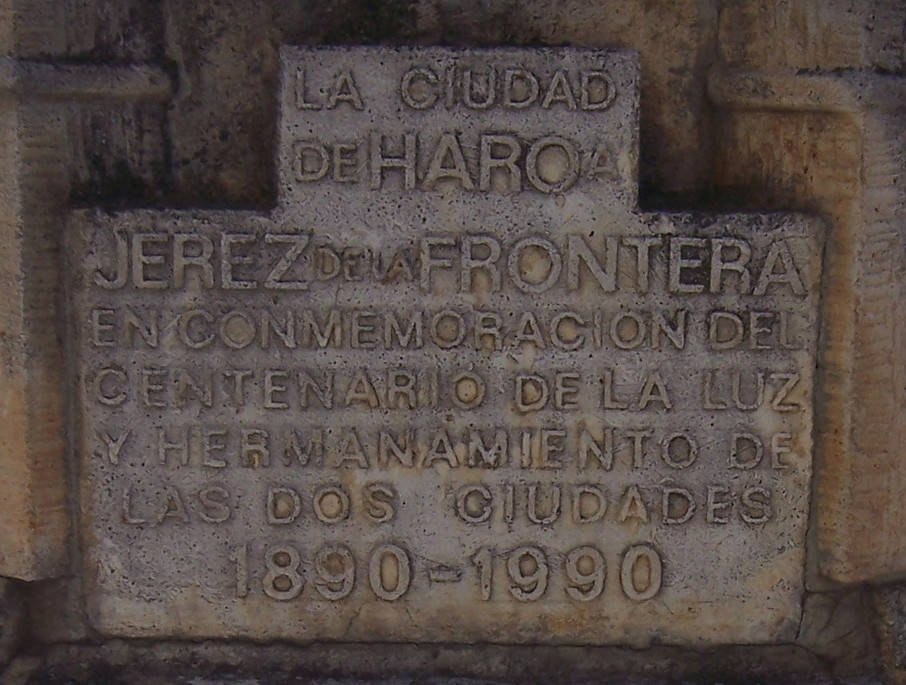
Hermanamiento de Jerez y Haro por el alumbrado público

### Actualidad
En Turín, Italia, el ingeniero Guido Chiarelli se distinguió como pionero del alumbrado público por sus numerosos proyectos innovadores de los años cincuenta y sesenta.

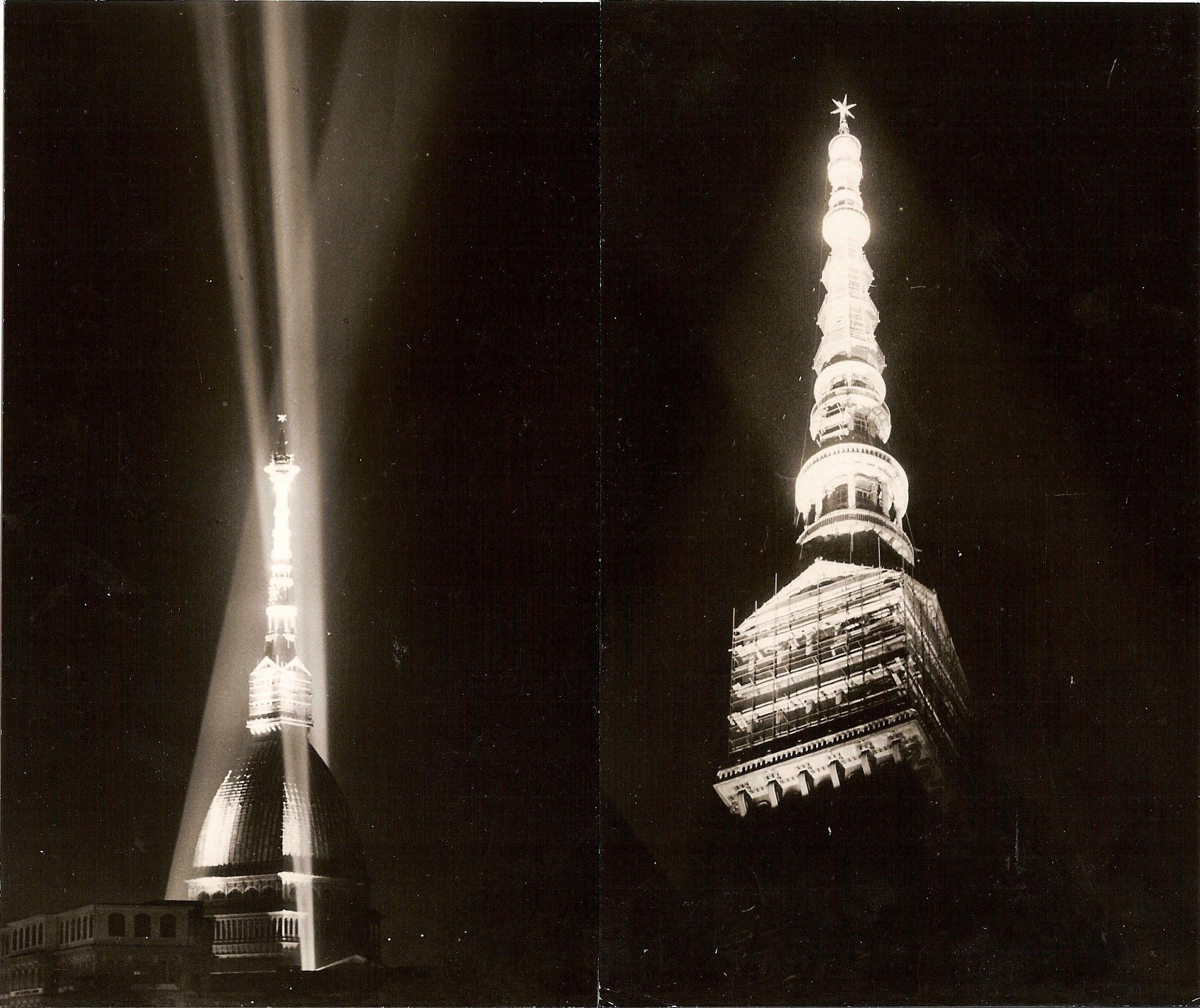
Proyecto del ingeniero Guido Chiarelli para la iluminación de la Mole Antonelliana (Turín1961).

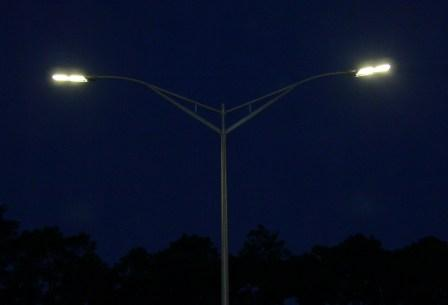
Alumbrado público con farolas LED, de última generación y más eficiente.

Posteriormente, en los años 1950 se desarrolló la lámpara de vapor de mercurio de alta presión, que es una lámpara de arco eléctrico cuya descarga ocurre dentro de un gas bajo alta presión, por lo que se llamó HID, por sus siglas en inglés High Intensity Discharge, también se conocen como DAI, Descarga en Alta Intensidad. No tuvo el éxito que se esperaba, por lo que su uso fue limitado. En estas lámparas debido a la degradación de los componentes internos, se pierde intensidad luminosa rápidamente, pero es una fuente puntual de luz. Con posterioridad a la lámpara de vapor de mercurio, en los años 1970 se desarrolló la lámpara de vapor de sodio de baja presión, que emite una luz monocromática.
Una década después, en los años 1980, se desarrolló la lámpara de vapor de sodio de alta presión, cuya luz es de color ámbar, pero tiene un índice de  reproducción cromática un poco mayor, es una fuente de luz más puntual y de un tamaño menor que la lámpara de vapor de sodio de baja presión, lo que facilita su manejo y permite un mejor diseño de los luminarias. Esta es una de las fuentes de luz de alumbrado público actuales más eficientes y utilizadas, en la que esta lámpara entra dentro de la categoría HID o DAI.

Actualmente la mayoría de las ciudades tienen instaladas luminarias con lámparas de vapor de sodio. Sin embargo, este tipo de luminarias es de eficacia media, por lo que se encuentra en desuso y lo usual en los nuevos proyectos de alumbrado público es utilizar luminarias LED. Esta tecnología logra un ahorro en las cuentas públicas después del recambio gracias a la posibilidad de poder conseguir la misma iluminación pero con menos potencia, debido a su mayor eficacia lumínica y capacidad superior de direccionamiento de la luz.

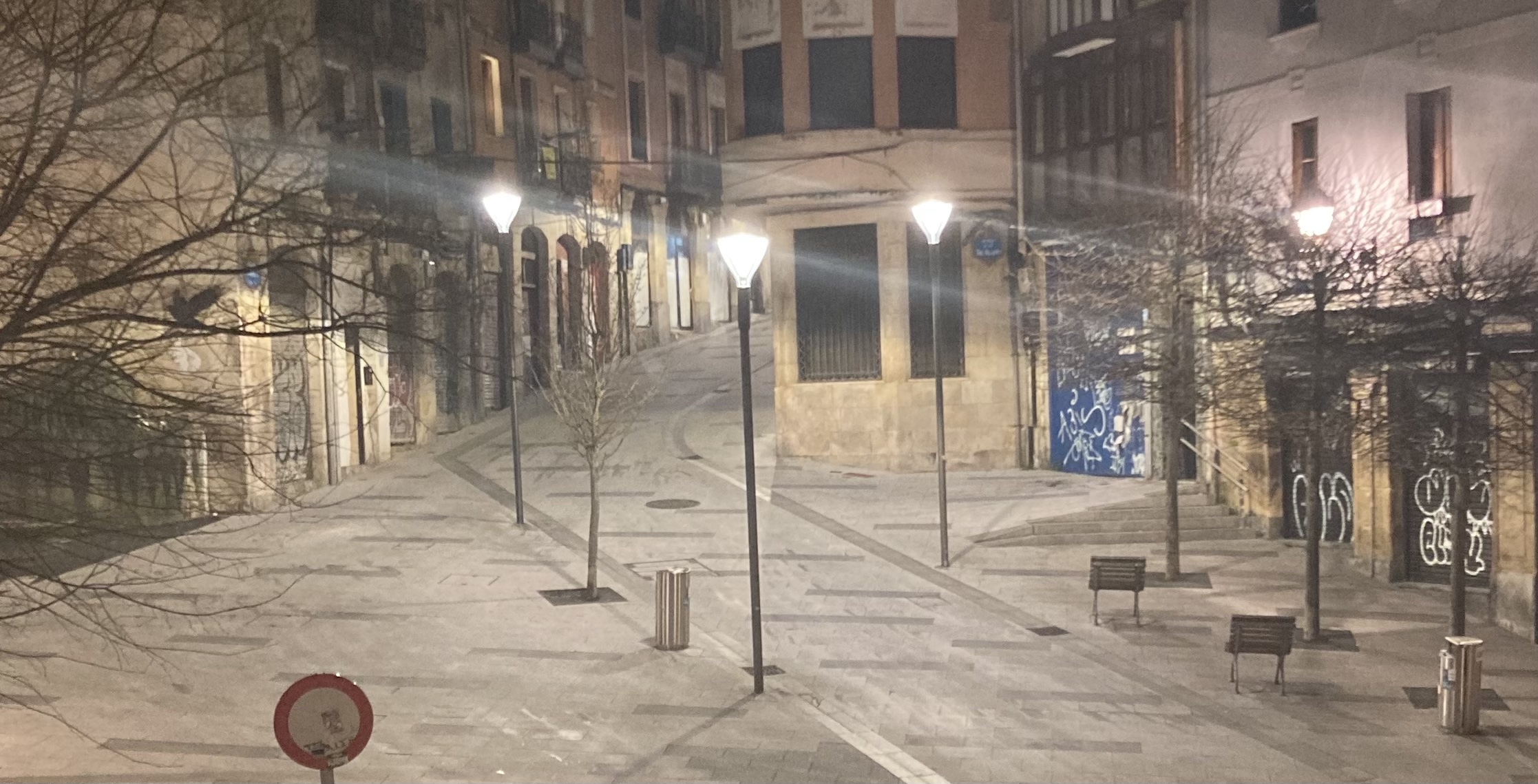
Alumbrado público de noche.

## Formas y tecnologías de alumbrado público
Para la iluminación de una carretera, un núcleo de población, una fuente, monumento o fachada se emplean un conjunto de elementos tales como báculos, faroles, candelabros de fundición y proyectores, en función de su colocación, intensidad luminosa deseada, entorno y otros factores. Actualmente se emplean lámparas de tecnología SAP (Lámpara de vapor de sodio de Alta Presión - de tono anaranjado), luminarias led, Aditivos Haluro Metálicos (de tonalidad azul, aunque por errores de composición puede variar) y MCC (Vapor de Mercurio de Color Corregido - de tono verdoso), si bien existen otras como Tungsteno-Halógena (antiguamente llamada Cuarzo-Iodo), fluorescencia. Por su baja eficacia las lámparas de vapor de Mercurio, Luz Mixta (un quemador de mercurio con un filamento incandescente) e incandescente (normal y de Tungsteno-Halógena) no son muy utilizadas en el alumbrado público, con excepción de aplicaciones especiales.
Cada punto de luz puede contar con una o más luminarias. Los puntos de luz se conectan a las salidas de un centro de mando que es alimentado a su vez por una acometida de la compañía eléctrica. Los encendidos se efectúan localmente mediante célula fotoeléctrica, programación por reloj astronómico o remotamente por sistemas de telecontrol basados en líneas RTB, radiofrecuencia o GSM.

## Normativa actual en España
- Reglamento (CE) 245/2009, de 18 de marzo, por el que se aplica la Directiva 2005/32/CE del Parlamento Europeo y del Consejo en lo relativo a los requisitos de diseño ecológico para lámparas fluorescentes sin balastos integrados, para lámparas de descarga de alta intensidad y para balastos y luminarias que puedan funcionar con dichas lámparas, y se deroga la Directiva 2000/55/CE del Parlamento Europeo y del Consejo.[12]
- Real Decreto 1890/2008, de 14 de noviembre, por el que se aprueba el Reglamento de eficiencia energética en instalaciones de alumbrado exterior y sus Instrucciones técnicas complementarias EA-01 a EA-07.[13]
- Real Decreto 1369/2007, de 19 de octubre, relativo al establecimiento de requisitos de diseño ecológico aplicables a los productos que utilizan energía.[14]
- Real Decreto 1580/2006, de 22 de diciembre, por el que se regula la compatibilidad electromagnética de los equipos eléctricos y electrónicos.[15]
- Directiva 2006/95/CE, de 12 de diciembre, relativa a la aproximación de las legislaciones de los Estados miembros sobre el material eléctrico destinado a utilizarse con determinados límites de tensión.[16]
- Real Decreto 842/2002, de 2 de agosto, por el que se aprueba el Reglamento electrotécnico para baja tensión.[17]
- Real Decreto 838/2002, de 2 de agosto, por el que se establecen los requisitos de eficiencia energética de los balastos de lámparas fluorescentes.[18]

## Galería

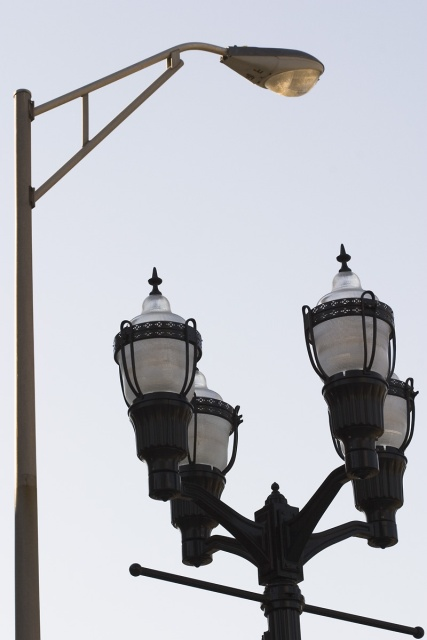
Alumbrado público nuevo y antiguo.
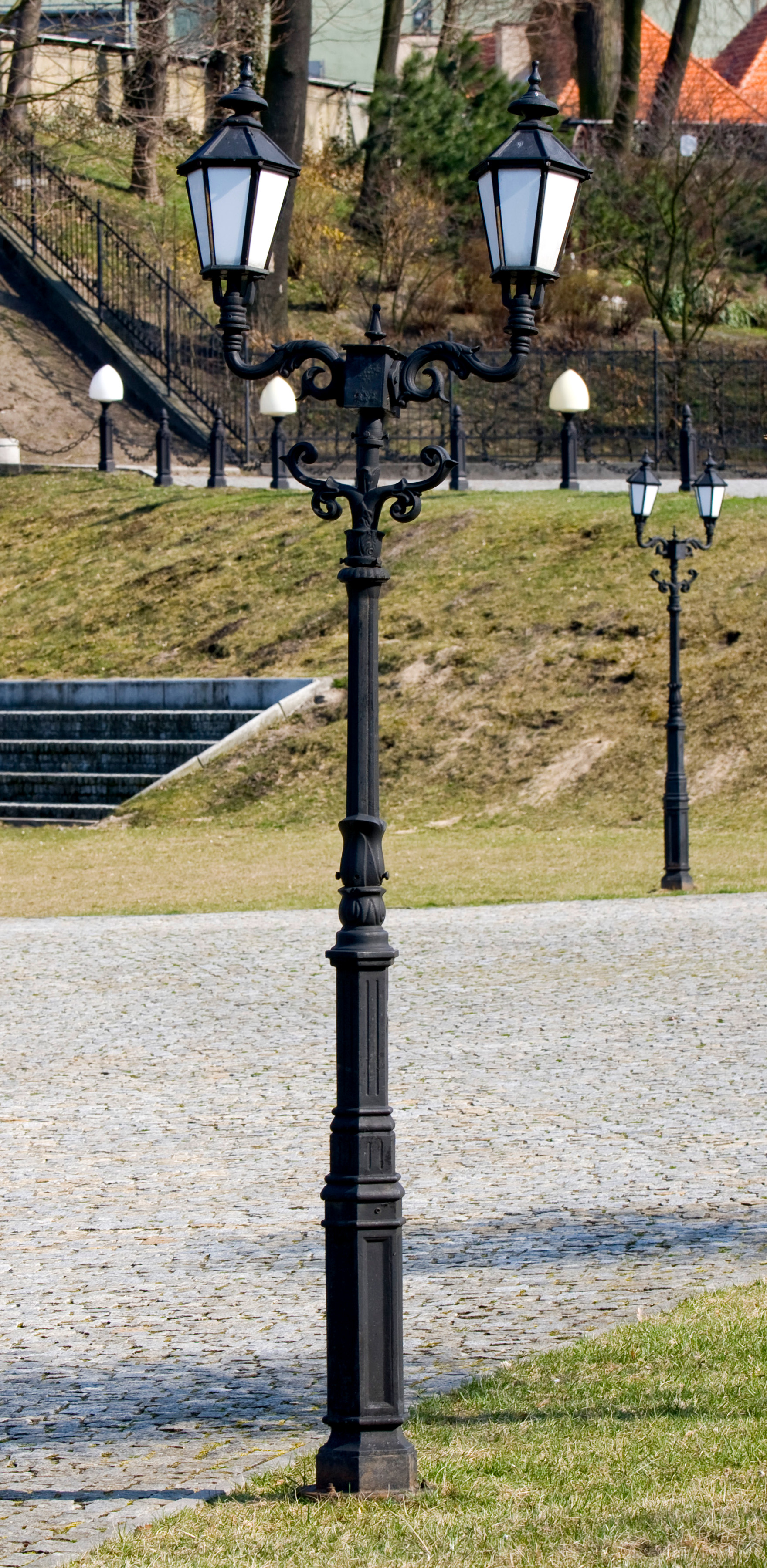
Típica farola de ciudad.
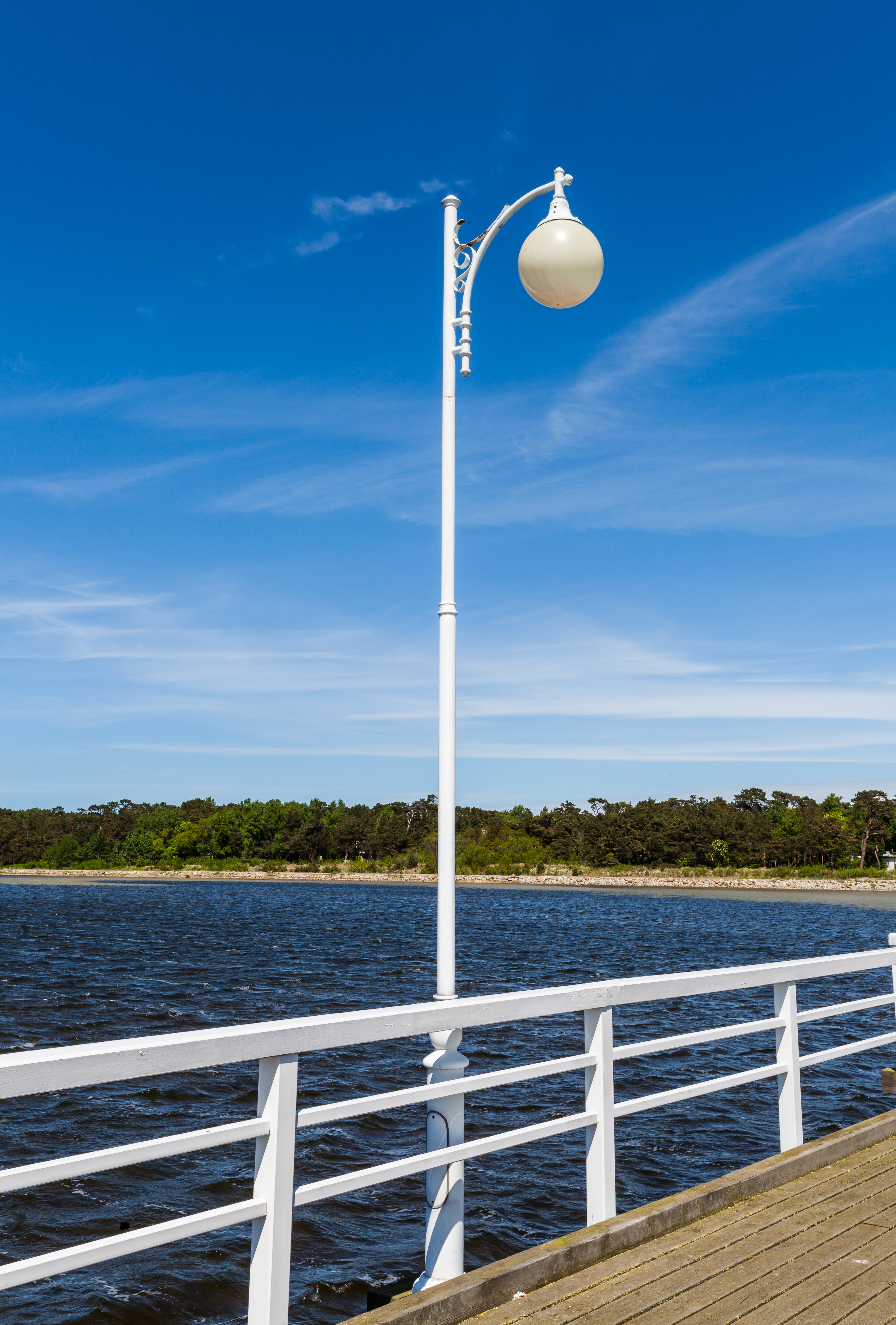
Farola en el muelle de Sopot, Polonia.
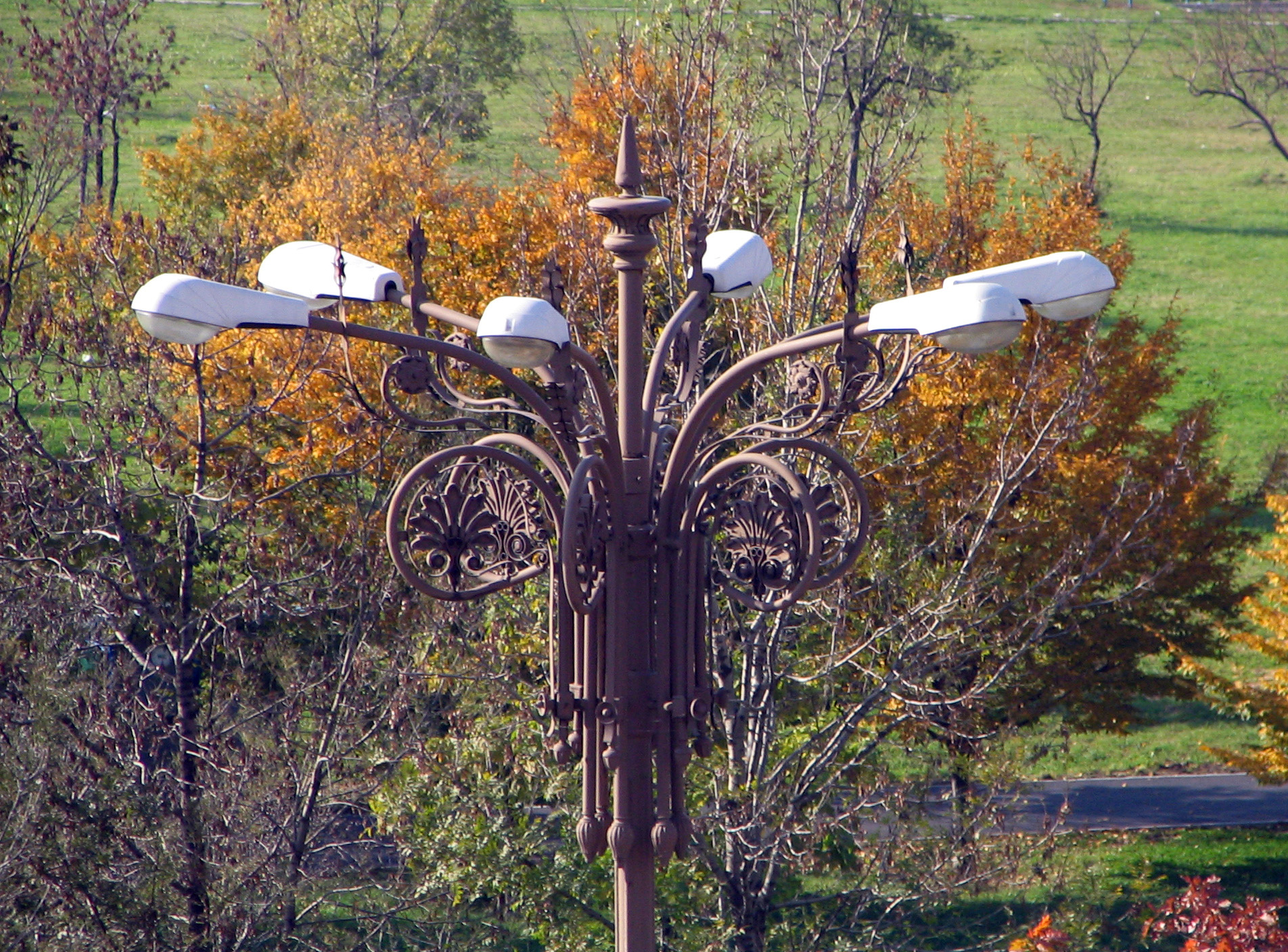
Poste de iluminación con seis lámparas.
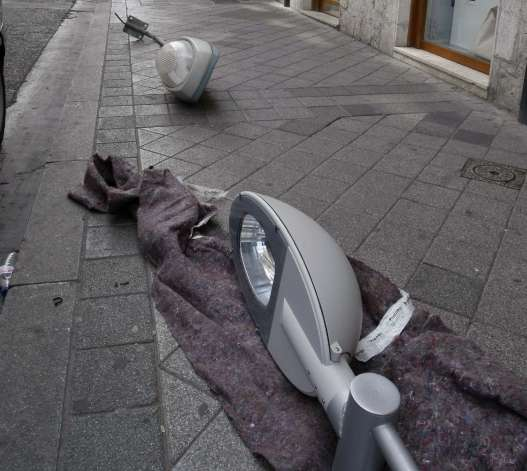
Cambio de lámparas en una ciudad para reducir el consumo.
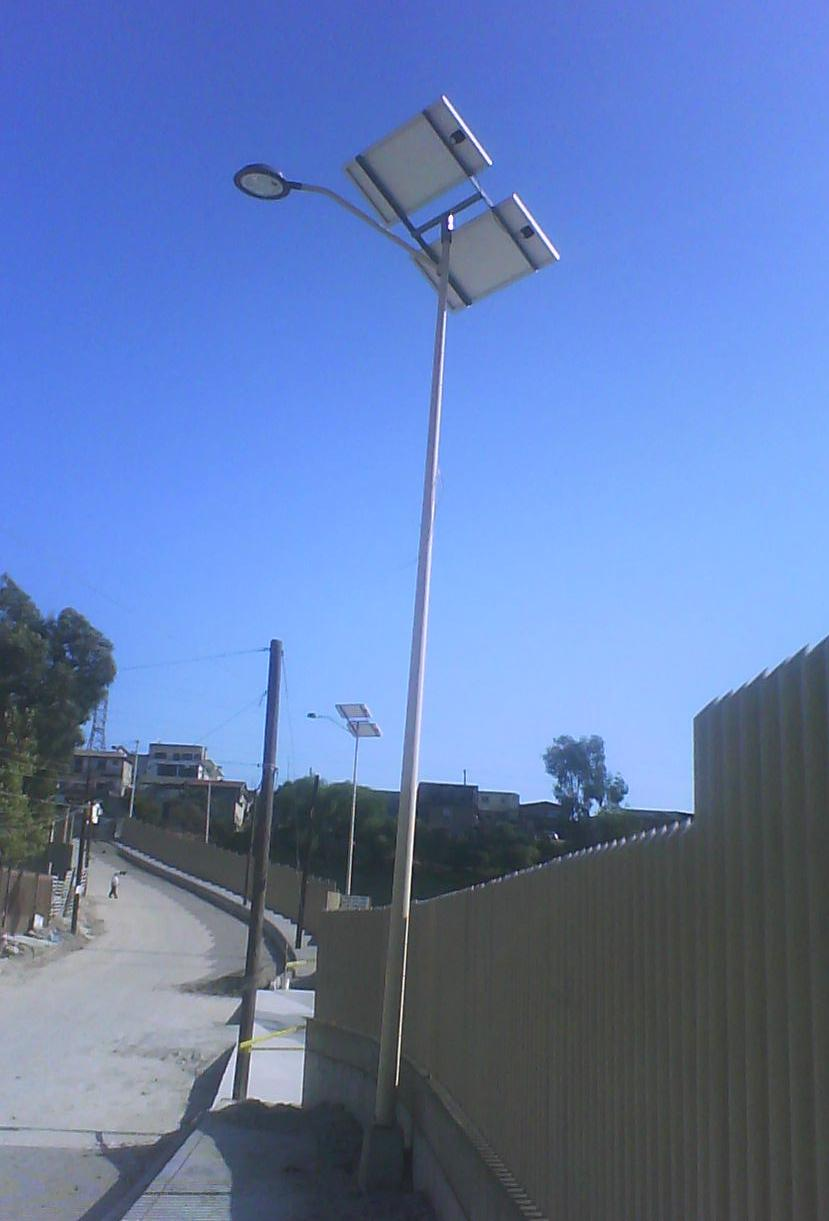
Lámpara de alumbrado público solar.
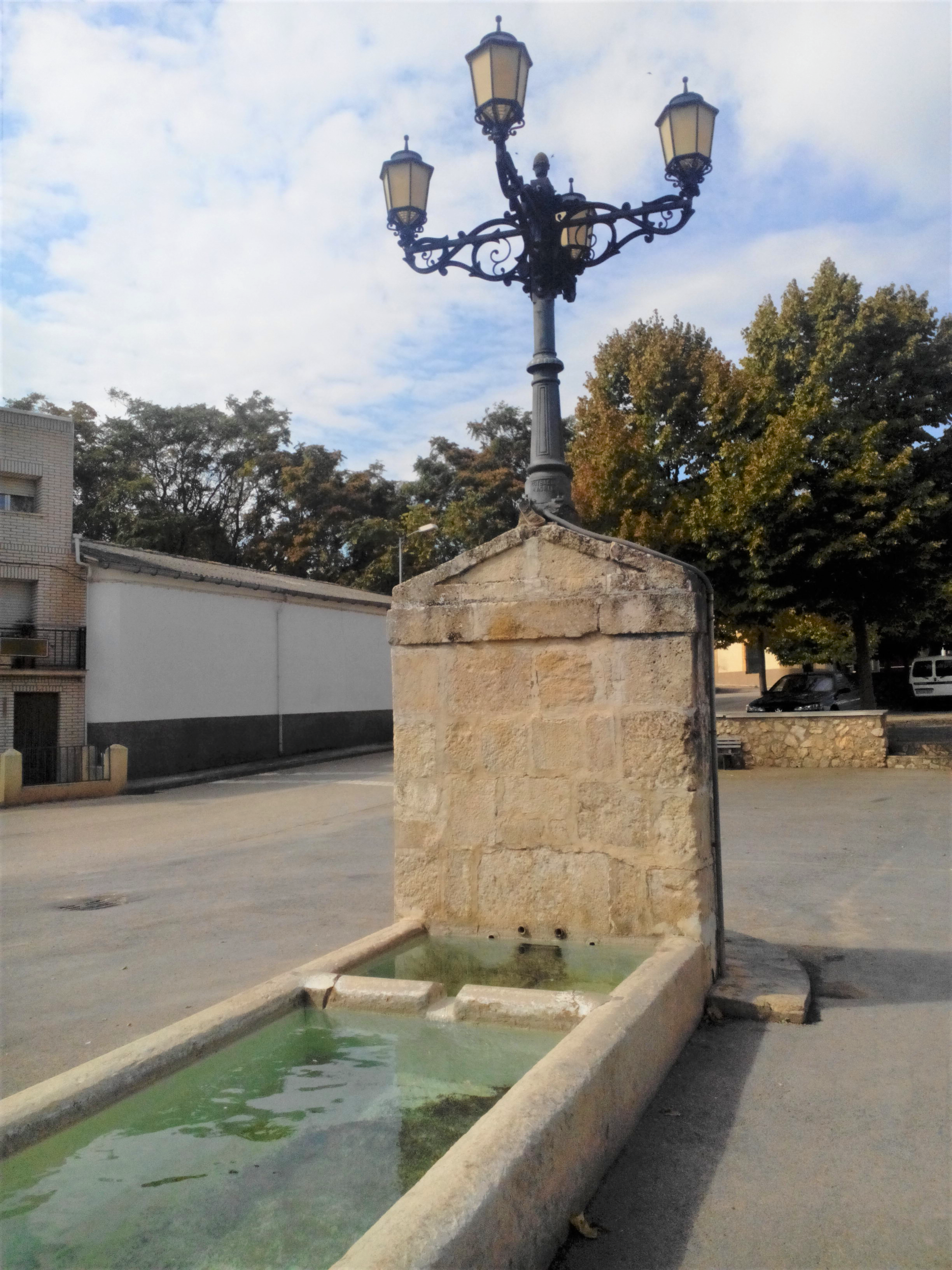
Farola sobre fuente.
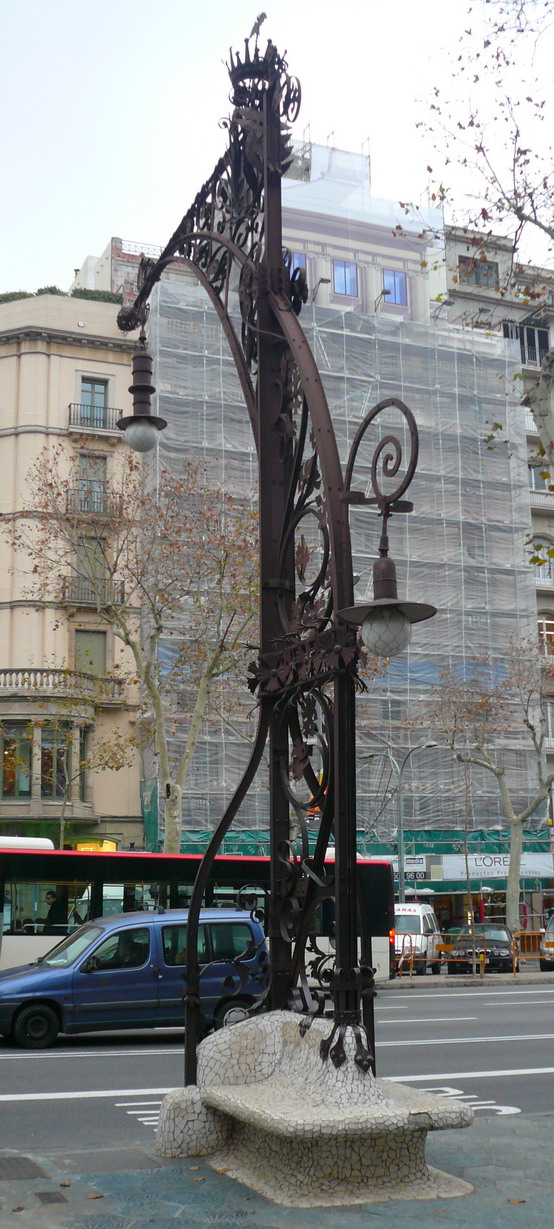
Banco-farola del Paseo de Gracia de Barcelona, diseñado por Pedro Falqués
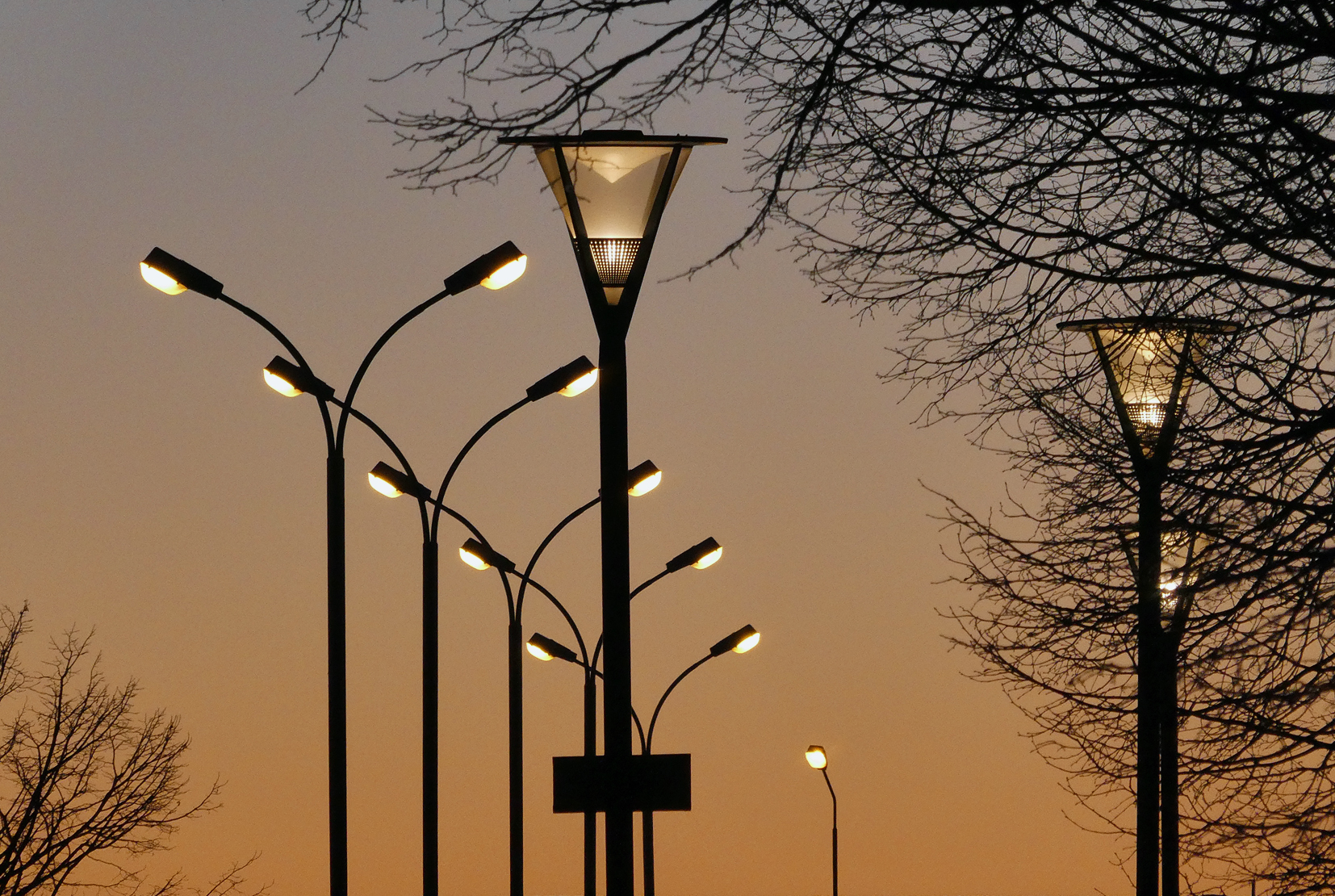
Alumbrado público Ystad 2021.